# Isabela Brazilská

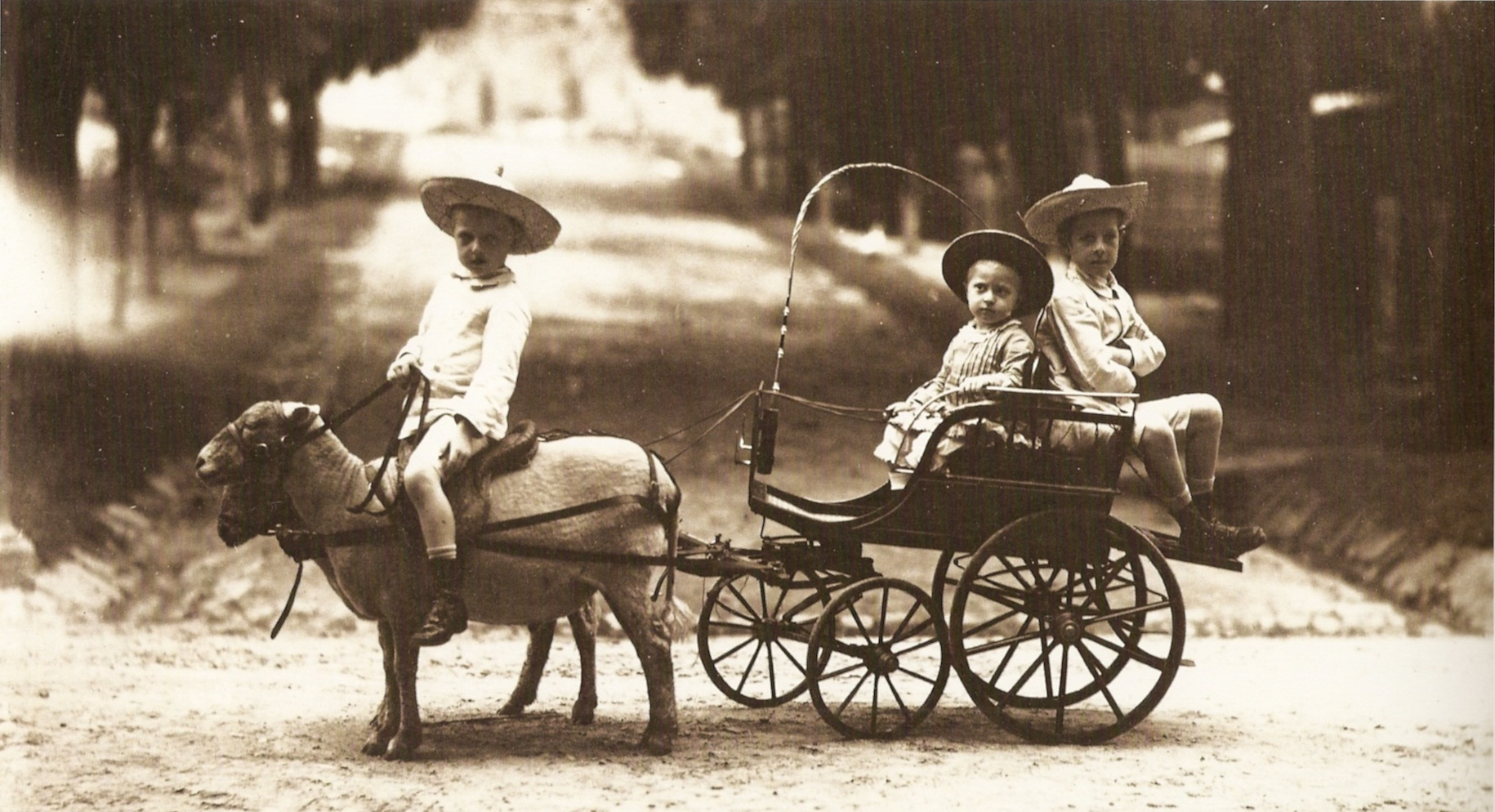
Marc Ferrez: Děti Gastona Orleánského a princezny Isabely, zleva doprava: Pedro, Antonio a Luís, asi 1883

Dona Isabela (29. červenec 1846 Rio de Janeiro – 14. listopad 1921 Eu), přezdívána „Vykupitelka“, byla císařská princezna (domnělá dědička trůnu) Brazilského císařství a třikrát jeho regentka. Narodila se v Rio de Janeiru jako nejstarší dcera císaře Petra II. a císařovny Terezy Kristýny a byla členkou brazilské linie rodu Braganza (portugalsky: Bragança). Po smrti svých dvou bratrů v dětství byla uznána za domnělou dědičku svého otce. Provdala se za francouzského prince Gastona, hraběte z Eu. Měli tři syny.
Během nepřítomnosti svého otce v Brazílii Isabela působila jako regentka. Ve své třetí a poslední vládě aktivně prosazovala a nakonec podepsala zákon, pojmenovaný Lei Áurea neboli Zlatý zákon, emancipující všechny otroky v Brazílii. I když byla tato akce široce populární, proti jejímu nástupnictví na trůn byl silný odpor. Její pohlaví, silná katolická víra a manželství s cizincem byly považovány za překážky a emancipace otroků vyvolala nechuť mezi mocnými plantážníky. V roce 1889 byla její rodina sesazena vojenským převratem a posledních 30 let svého života strávila v exilu ve Francii.

## Původ
Isabela se narodila 29. července 1846 v Riu de Janeiru v Brazílii jako druhé dítě brazilskému císaři Petru II. a jeho ženě císařovně Tereze Marii Neapolsko-Sicilské
Měla staršího bratra Pedra Alfonse (*1845), ten ale zemřel v roce 1847, dále měla mladší sestru Leopoldinu (*1847) a bratra Pedra, ten ale ve dvou letech také zemřel (1848–1850). Isabela tak opět stala dědicem trůnu a tím zůstala až do smrti svého otce v roce 1891.

## Politická role a regentství
Následníkem trůnu s titulem císařská princezna byla Isabela za svůj život dvakrát. Poprvé v letech 1847–1848, od smrti bratra Alfonse do narození bratra Petra. Když i on brzo po narození zemřel, stala se opět a definitivně dědicem brazilského císařského trůnu.
Jako následník trůnu zastupovala svého otce Petra II. třikrát jako regent. Poprvé v letech 1871–1872, podruhé 1876–1877 a naposledy v letech 1887–1888.
Společně se svým otcem Petrem II. se snažila o ukončení otroctví v zemi. To bylo zrušeno, když jako regent podepsala 13. května 1888 zákon „Lei Áurea“ neboli Zlatý zákon, který ukončoval otroctví v Brazílii. Zrušení otroctví, ale rozzuřilo bohatou a vlivnou vrstvu majitelů velkých kávových plantáží, kteří se přidali na stranu republikanismu a následujícího roku (1889) proběhla v Brazílii vojenská revoluce, která svrhla liberální a stabilní císařskou vládu. Isabela s rodinou byla nucena odjet do exilu. Za místo svého pobytu si zvolili Francii, rodnou zemi jejího manžela prince Gastona.
Pouhý den po svržení monarchie si měla Isabela do deníku poznamenat: „Pokud je zrušení otroctví důvodem pro toto (svržení monarchie), myslím si, že to za ztrátu trůnu stálo.“
Po smrti otce Pedra II. v roce 1891 se stala titulární brazilskou císařovnou a hlavou brazilské císařské rodiny.

## Rodina
V roce 1864 si v Brazílii vzala za muže vnuka francouzského krále Ludvíka Filipa prince Gastona, hraběte z Eu. Celkem spolu měli 3 syny a jednu dceru:
- 1. Luisa Viktorie Orleánsko-Braganzská (*/† 28. 7. 1874 Rio de Janeiro)[1]
- 2. Petr de Alcântara Orleánsko-Braganzský (15. 10. 1875 Petrópolis – 29. 1. 1940 tamtéž), princ z Grão-Pará, v roce 1908 se vzdal práva na trůn[2]
⚭ 1908 Alžběta Dobřenská z Dobřenic (7. 12. 1875 Chotěboř – 11. 6. 1951 Sintra)[3]
- 3. Ludvík Orleánsko-Braganzský (26. 1. 1878 Petrópolis – 26. 3. 1920 Cannes)[4]
⚭ 1908 Marie di Grazie Neapolsko-Sicilská (12. 8. 1878 Cannes – 20. 6. 1973 Mandelieu-la-Napoule)[5]
- 4. Antônio Gastão z Orléans-Braganzy (9. 8. 1881 Paříž – 29. 11. 1918 Londýn), kapitán, zahynul během letecké nehody během první světové války, svobodný a bezdětný[6]

## Vývod z předků
|                   |                                       |  |                      |                                     |  |  |  |  |  |  |  | Petr III. Portugalský |
|                   |                                       |  |                      |                                     |  |  |  |  |  |  |  |                       |
|                   | Jan VI. Portugalský                   |  |                      |                                     |  |  |  |  |  |  |  |                       |
|                   |                                       |  |                      |                                     |  |  |  |  |  |  |  |                       |
|                   |                                       |  |                      | Marie I. Portugalská                |  |  |  |  |  |  |  |                       |
|                   |                                       |  |                      |                                     |  |  |  |  |  |  |  |                       |
|                   | Petr I. Brazilský                     |  |                      |                                     |  |  |  |  |  |  |  |                       |
|                   |                                       |  |                      |                                     |  |  |  |  |  |  |  |                       |
|                   |                                       |  |                      | Karel IV. Španělský                 |  |  |  |  |  |  |  |                       |
|                   |                                       |  |                      |                                     |  |  |  |  |  |  |  |                       |
|                   | Šarlota Španělská                     |  |                      |                                     |  |  |  |  |  |  |  |                       |
|                   |                                       |  |                      |                                     |  |  |  |  |  |  |  |                       |
|                   |                                       |  |                      | Marie Luisa Parmská                 |  |  |  |  |  |  |  |                       |
|                   |                                       |  |                      |                                     |  |  |  |  |  |  |  |                       |
|                   | Petr II. Brazilský                    |  |                      |                                     |  |  |  |  |  |  |  |                       |
|                   |                                       |  |                      |                                     |  |  |  |  |  |  |  |                       |
|                   |                                       |  |                      | Leopold II.                         |  |  |  |  |  |  |  |                       |
|                   |                                       |  |                      |                                     |  |  |  |  |  |  |  |                       |
|                   | František I. Rakouský                 |  |                      |                                     |  |  |  |  |  |  |  |                       |
|                   |                                       |  |                      |                                     |  |  |  |  |  |  |  |                       |
|                   |                                       |  |                      | Marie Ludovika Španělská            |  |  |  |  |  |  |  |                       |
|                   |                                       |  |                      |                                     |  |  |  |  |  |  |  |                       |
|                   | Marie Leopoldina Habsbursko-Lotrinská |  |                      |                                     |  |  |  |  |  |  |  |                       |
|                   |                                       |  |                      |                                     |  |  |  |  |  |  |  |                       |
|                   |                                       |  |                      | Ferdinand I. Neapolsko-Sicilský     |  |  |  |  |  |  |  |                       |
|                   |                                       |  |                      |                                     |  |  |  |  |  |  |  |                       |
|                   | Marie Tereza Neapolsko-Sicilská       |  |                      |                                     |  |  |  |  |  |  |  |                       |
|                   |                                       |  |                      |                                     |  |  |  |  |  |  |  |                       |
|                   |                                       |  |                      | Marie Karolína Habsbursko-Lotrinská |  |  |  |  |  |  |  |                       |
|                   |                                       |  |                      |                                     |  |  |  |  |  |  |  |                       |
| Isabela Brazilská |                                       |  |                      |                                     |  |  |  |  |  |  |  |                       |
|                   |                                       |  |                      |                                     |  |  |  |  |  |  |  |                       |
|                   |                                       |  | Karel III. Španělský |                                     |  |  |  |  |  |  |  |                       |
|                   |                                       |  |                      |                                     |  |  |  |  |  |  |  |                       |
|                   | Ferdinand I. Neapolsko-Sicilský       |  |                      |                                     |  |  |  |  |  |  |  |                       |
|                   |                                       |  |                      |                                     |  |  |  |  |  |  |  |                       |
|                   |                                       |  |                      | Marie Amálie Saská                  |  |  |  |  |  |  |  |                       |
|                   |                                       |  |                      |                                     |  |  |  |  |  |  |  |                       |
|                   | František I. Neapolsko-Sicilský       |  |                      |                                     |  |  |  |  |  |  |  |                       |
|                   |                                       |  |                      |                                     |  |  |  |  |  |  |  |                       |
|                   |                                       |  |                      | František I. Štěpán Lotrinský       |  |  |  |  |  |  |  |                       |
|                   |                                       |  |                      |                                     |  |  |  |  |  |  |  |                       |
|                   | Marie Karolína Habsbursko-Lotrinská   |  |                      |                                     |  |  |  |  |  |  |  |                       |
|                   |                                       |  |                      |                                     |  |  |  |  |  |  |  |                       |
|                   |                                       |  |                      | Marie Terezie                       |  |  |  |  |  |  |  |                       |
|                   |                                       |  |                      |                                     |  |  |  |  |  |  |  |                       |
|                   | Tereza Marie Neapolsko-Sicilská       |  |                      |                                     |  |  |  |  |  |  |  |                       |
|                   |                                       |  |                      |                                     |  |  |  |  |  |  |  |                       |
|                   |                                       |  |                      | Karel III. Španělský                |  |  |  |  |  |  |  |                       |
|                   |                                       |  |                      |                                     |  |  |  |  |  |  |  |                       |
|                   | Karel IV. Španělský                   |  |                      |                                     |  |  |  |  |  |  |  |                       |
|                   |                                       |  |                      |                                     |  |  |  |  |  |  |  |                       |
|                   |                                       |  |                      | Marie Amálie Saská                  |  |  |  |  |  |  |  |                       |
|                   |                                       |  |                      |                                     |  |  |  |  |  |  |  |                       |
|                   | Marie Isabela Španělská               |  |                      |                                     |  |  |  |  |  |  |  |                       |
|                   |                                       |  |                      |                                     |  |  |  |  |  |  |  |                       |
|                   |                                       |  |                      | Filip Parmský                       |  |  |  |  |  |  |  |                       |
|                   |                                       |  |                      |                                     |  |  |  |  |  |  |  |                       |
|                   | Marie Luisa Parmská                   |  |                      |                                     |  |  |  |  |  |  |  |                       |
|                   |                                       |  |                      |                                     |  |  |  |  |  |  |  |                       |
|                   |                                       |  |                      | Luisa Alžběta Francouzská           |  |  |  |  |  |  |  |                       |
|                   |                                       |  |                      |                                     |  |  |  |  |  |  |  |                       |